# Juegos Olímpicos de Pieonchang 2018
Los Juegos Olímpicos de Pieonchang 2018 (en hangul, 평창 동계 올림픽; en hanja, 平昌 冬季 올림픽), oficialmente conocidos como los XXIII Juegos Olímpicos de Invierno, fueron un evento multideportivo internacional que se llevó a cabo en la región de Pieonchang, Corea del Sur entre el 9 y el 25 de febrero de 2018. Sin embargo, las rondas iniciales de ciertos deportes comenzaron entre el 8 y el 9 de febrero, antes de las ceremonia de apertura.
La elección de la ciudad sede de los Juegos se llevó a cabo el 6 de julio de 2011 en Durban (Sudáfrica), durante la 123.ª Sesión del COI. Pieonchang se convirtió en la tercera ciudad asiática, tras Sapporo y Nagano (Japón), en celebrar unos Juegos de Invierno Se trató de los segundos olímpicos celebrados en Corea del Sur, aunque los primeros invernales.
Se llevaron a cabo 102 eventos de siete deportes olímpicos, incluyendo las adiciones al programa de la prueba de salto gigante en snowboard, salida en masa en patinaje de velocidad, dobles mixtos en curling y equipo mixto en esquí alpino. Participaron 2952 deportistas de 92 países. Ecuador, Eritrea, Kosovo, Malasia, Nigeria, Puerto Rico y Singapur hicieron su debut en los Juegos Olímpicos de Invierno.

## Elección
El Comité Olímpico de Corea del Sur (KOC) seleccionó en 2009 al condado de Pieonchang, en la provincia de Gangwon, como candidato nacional para los XXIII Juegos Olímpicos de Invierno de 2018. La ciudad ya había sido presentada para las ediciones de 2010 y 2014, en las que cayó derrotada por Vancouver y Sochi respectivamente.
La provincia de Gangwon ya contaba con experiencia en eventos internacionales como los Juegos Asiáticos de Invierno de 1999, el Campeonato de los Cuatro Continentes de Patinaje de 2005 y el Campeonato Mundial de Biatlón de 2009. Además, Corea del Sur ya había acogido los dos mayores eventos deportivos: los Juegos Olímpicos de Verano (Seúl 1988) y la Copa Mundial de Fútbol (Corea y Japón 2002).
El proyecto del KOC apostaba por agrupar las sedes en dos grandes complejos: la estación de esquí de Alpensia —pruebas al aire libre— y la ciudad costera de Gangneung —Parque Olímpico y cuatro pabellones—, conectados entre sí a media hora de distancia por carretera, y a 50 minutos de Seúl en un futuro tren de alta velocidad. Siete de las 13 instalaciones ya estaban construidas, y buena parte de las programadas tendrían uso temporal, entre ellas el Estadio Olímpico. El otro punto fuerte era el índice de aceptación popular, del 91% a nivel nacional y superior al 94% en el condado. En el ámbito deportivo, destacaron los apoyos de la patinadora Kim Yu Na y del esquiador Alberto Tomba. Dentro del COI, el presidente Lee Myung-bak había concedido un indulto al miembro surcoreano más importante, el empresario Lee Kun-hee, bajo la condición de que cabildeara por la opción olímpica ante el resto de miembros.

### Votación
El COI tuvo en cuenta tres candidaturas: Pieonchang (Corea del Sur), Múnich (Alemania) y Annecy (Francia). El 22 de junio de 2010, en la publicación del informe del Comité de Evaluación de las tres candidatas oficiales, Pieonchang obtuvo una valoración entre 8 y 9 puntos, empatada con Múnich (de 8 a 9) y superior a Annecy (de 4 a 7). Los surcoreanos lideraron en los siguientes apartados: «Apoyo gubernamental, cuestiones jurídicas y opinión pública»; «Villa Olímpica»; «Alojamiento»; «Transporte»; «Seguridad y protección», y «Proyecto general y legado». Otro aspecto que se tuvo en cuenta fue la rotación de continentes: hasta entonces, Sapporo (1972) y Nagano (1998) eran las únicas ciudades asiáticas que habían albergado los Juegos de Invierno.

La votación final tuvo lugar en la 123.ª sesión del Comité Olímpico Internacional, celebrada el 6 de julio de 2011 en Durban (Sudáfrica). Pieonchang se impuso por mayoría absoluta en la primera ronda, con 63 de los 95 votos emitidos, por delante de Múnich (25) y Annecy (7). Su elección suponía el regreso de una cita olímpica a Corea del Sur desde los Juegos Olímpicos de Seúl 1988.
| 123.ª Sesión del Comité Olímpico Internacional 6 de julio de 2011, Durban, Sudáfrica |          |          |          |
| Ciudad                                                                               | Votación | Votación | Votación |
| Pieonchang (KOR)                                                                     | 63       |          |          |
| Múnich (GER)                                                                         | 25       |          |          |
| Annecy (FRA)                                                                         | 7        |          |          |

## Organización

### Comité Organizador
El Comité Organizador de los Juegos Olímpicos y Paralímpicos de Pieonchang (POCOG) quedó constituido el 19 de octubre de 2011, con un total de 129 miembros que representan al poder local, a las asociaciones deportivas y a las entidades participantes. Ha llegado a tener tres presidentes: Kim Jin-sun (2011-2014), anterior gobernador de la provincia de Gangwon; Cho Yangho (2014-2016), presidente del grupo Hanjin, y Lee Hee-beom, exministro de Comercio, Industria y Energía.
El POCOG está conformado por el Consejo Ejecutivo, una Comisión Consultiva y un Comité Asesor. El Comité Olímpico Internacional ha controlado todas sus actividades a través del Comité Supervisor.

### Finanzas
El coste total de los Juegos Olímpicos de Pieonchang 2018 está estimado en 12.400 millones de dólares, aportados entre las distintas administraciones surcoreanas. Se han gastado más de 9.400 millones de dólares en la construcción de infraestructuras, incluyendo las redes de transporte y las sedes olímpicas en Alpensia. Y de la cifra total se proyectarán unos 2400 millones de dólares para la gestión operativa durante el evento.
La organización de los JJ. OO. ha tenido un coste superior al que los surcoreanos habían previsto cuando ganaron la candidatura, por aquel entonces estimado en 8.000 millones de dólares. Sin embargo, el gasto total ha sido mucho más reducido que el récord de 51.000 millones establecido en los Juegos Olímpicos de Sochi 2014, precisamente uno de los objetivos del Comité Olímpico Internacional. Las principales razones que explican el desfase son el mayor número de eventos (102 pruebas frente a las 96 iniciales), la construcción imprevista del estadio olímpico, y algunos desencuentros entre administraciones por la inversión en Alpensia. Con todo, la construcción de las instalaciones no ha experimentado retrasos significativos.

### Transportes

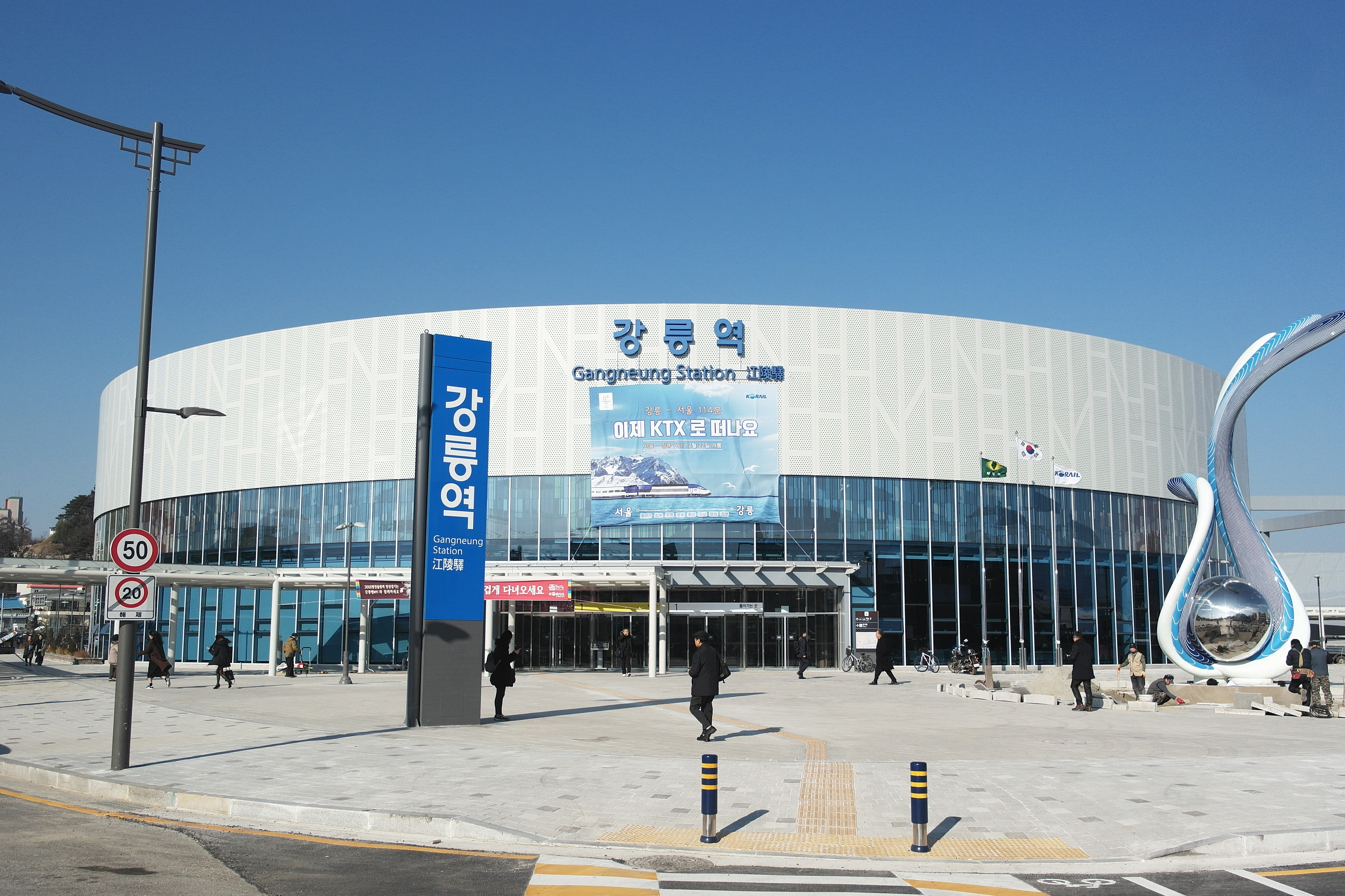
Nueva estación de tren de Gangneung, inaugurada en diciembre de 2017.

El gobierno surcoreano aprovechó las obras de Pieonchang 2018 para mejorar las infraestructuras de Gangwon, una provincia montañosa y poco habitada, con el objetivo de incrementar el turismo de nieve e incentivar la descentralización del país. Además de remodelar las autopistas y carreteras, se llevó a cabo una ampliación de la red ferroviaria y la inauguración del tren de alta velocidad (Korea Train Express), lo que permite viajar desde la zona metropolitana de Seúl hasta la costera Gangneung en aproximadamente dos horas. Tanto el aeropuerto de Incheon como el aeropuerto de Gimpo son estaciones de cabecera del nuevo servicio. Además, la organización ha habilitado autobuses lanzadera desde la Villa Olímpica hasta las sedes de las pruebas.

### Sanción a Rusia
A raíz de las conclusiones expuestas en el Informe McLaren de la Agencia Mundial Antidopaje (AMA) y de la Comisión Schmid del Comité Olímpico Internacional (COI), en el que se acusaba a Rusia de haber falsificado controles antidopaje y encubierto eventuales positivos en los JJ. OO. de Sochi 2014, el COI dictaminó el 5 de diciembre de 2017 que el Comité Olímpico Ruso quedaba excluido de los JJ. OO. de 2018. Los deportistas rusos sí podían participar, siempre y cuando lo hicieran bajo la bandera olímpica como «atletas olímpicos de Rusia», y la preselección correría a cargo de una comisión antidopaje independiente que lideraría Valérie Fourneyron.
La decisión fue muy criticada por el gobierno de la Federación de Rusia y por la sociedad civil de ese país, pero no conllevó ningún boicot. El presidente Vladímir Putin aseguró que todos los atletas rusos podrán participar a título individual en los términos establecidos por el COI, si bien aseguró que buena parte de las acusaciones eran infundadas. Destacados deportistas como Irina Rodniná, Tatiana Navka e Ilya Kovalchuk han defendido la presencia de los atletas rusos en Pieonchang.

## Símbolos

### Logotipo
El logotipo oficial de Pieonchang 2018 fue presentado el 3 de mayo de 2013. Se trata de una representación estilizada de las letras ㅍ (pieup) /ph/ y ㅊ (chieut) /ʨh/, consonantes iniciales de Pieonchang (평창) en alfabeto coreano. La letra de la izquierda representa tanto la sede como el concepto de trinidad en la filosofía coreana —cielo, tierra y humanidad—, mientras que la de la derecha simula un cristal de hielo. En todos los carteles y promociones se usan solamente los cinco colores de los anillos olímpicos.
El nombre de la sede aparece escrito en estilo CamelCase como «PyeongChang» para evitar confusiones visuales y fónicas con Pionyang (también escrito Pionyang), la capital de Corea del Norte. La escritura occidental de ambas ciudades ha provocado malentendidos en ocasiones anteriores: en 2014, un miembro de una delegación diplomática de Kenia había viajado por error hasta Pionyang cuando pretendía asistir a una conferencia medioambiental en Pieonchang, tras lo cual los norcoreanos le deportaron por carecer de visado.

### Mascotas
Las mascotas oficiales de Pieonchang 2018 son Soohorang (수호랑, mascota olímpica) y Bandabi (반다비, mascota parolímpica), ambas presentadas el 25 de octubre de 2016. Soohorang es un tigre blanco de aspecto confiado, cuyo nombre mezcla la palabra «protección» (en coreano, sooho) y «tigre» (horangi). Por su parte, Bandabi es un oso negro asiático, animal representativo del poder de la voluntad y el coraje en la cultura surcoreana, e incluye la palabra «media luna» (en coreano, banda). En el pecho cada mascota porta los logotipos de su respectiva olimpiada.

### Medallas
El escultor surcoreano Lee Suk-woo ha diseñado las medallas oficiales. La forma está inspirada en la textura del tronco de los árboles, con los anillos olímpicos en el anverso y el logotipo de Pieonchang 2018 más el nombre de cada deporte en el reverso. En el borde del metal aparece la inscripción «Olympic Winter Games PyeongChang 2018» en hangul y en inglés. El cordel está fabricado con telas de vestidos hanbok, mientras que la caja es de madera y se inspira en el estilo arquitectónico hanok. En total se han fabricado 259 preseas con un peso de 586 g. (oro), 580 g. (plata) y 493 g. (bronce), y un diámetro de 92,3 mm.

### Antorcha olímpica
La llama olímpica fue prendida en el templo de Hera en Olimpia (Grecia) el 24 de octubre de 2017, cumpliendo con la tradición. Después de una semana de recorrido por tierras helenas, el 31 de octubre fue transportada en avión desde Atenas hasta el aeropuerto de Incheon, para a continuación partir hacia la isla de Jeju. A lo largo de tres meses se visitaron todas las provincias de Corea del Sur, hasta llegar el 2 de febrero a la provincia de Gangwon. En total, 8005 relevistas llevaron la llama olímpica por 4146 kilómetros de recorrido (Grecia: 2129 kilómetros y 505 relevistas; Corea del Sur: 2017 kilómetros y 7500 relevistas)
A grandes rasgos, el recorrido de la llama olímpica siguió la siguiente ruta:
Olimpia - Patras - Tesalónica - Atenas ( Grecia) - Incheon - Jeju - Busan - Ulsan - Yeosu - Gwangju - Daejeon - Seúl - Pieonchang ( Corea del Sur)
La antorcha mide 700 mm, está fabricada por Hanwha y ha sido diseñada por Young Se-kim. Los cinco ángulos que rodean la llama representan tanto el emblema de Pieonchang 2018 como los cinco continentes.

## Transmisión
La agencia Olympic Broadcasting Services (OBS), filial del Comité Olímpico Internacional, se encarga de producir la señal de radio y televisión de las pruebas olímpicas a las radiodifusoras que han adquirido los derechos. En Corea del Sur, el grupo privado Seoul Broadcasting System (SBS) ostenta los derechos exclusivos de emisión.
Por primera vez en cinco décadas, Discovery Communications —propietario de Eurosport entre otros canales— se había impuesto a la Unión Europea de Radiodifusión para hacerse con los derechos exclusivos en Europa de los Juegos Olímpicos entre 2018 y 2024. El trato afecta a todas las plataformas, por lo que para la señal abierta se ha llegado a acuerdos individuales con otras radiodifusoras o bien con canales ya controlados por Discovery (por ejemplo, DMAX en España). A nivel internacional se han vendido los derechos a la BBC en Reino Unido; France Télévisions en Francia; ARD-ZDF en Alemania; la NBC en Estados Unidos; CBC/Radio-Canada en Canadá; un consorcio liderado por la NHK en Japón; Seven Network en Australia; Bein Sports en Oriente Medio; CCTV en China, Grupo Globo en Brasil; y Claro Sports y América Móvil en América Latina.
El Centro Internacional de Prensa estuvo ubicado cerca de la estación de Alpensia, y fue construido con paneles prefabricados para desmantelarlo después de los Juegos.

## Sedes

### Instalaciones deportivas

Mapa de distancia entre las sedes olímpicas de Pieonchang.

El comité organizador ha contemplado 13 sedes, entre ellas siete de nueva construcción. Casi todas se concentran en dos parques olímpicos: el complejo deportivo de Alpensia, situado en el distrito de Daegwallyeong, y la ciudad costera de Gangneung. El condado de Pieonchang contaba antes de los JJ. OO. con la estación de esquí de Yonpiong, sede de los Juegos Asiáticos de Invierno de 1999, y estaba construyendo el complejo de deportes de invierno «Alpensia» desde 2003. Tanto Alpensia como Ganneung están separadas a 25 km de distancia.
El estadio olímpico de Pieonchang está situado a 3 km de Alpensia y es una instalación provisional, tal y como sucedió en los Juegos de Invierno de 1992. Los surcoreanos pretendían celebrar las ceremonias de apertura y clausura en el estadio de saltos de esquí de Alpensia, que después del evento será reconvertido en un estadio de fútbol con capacidad para 13.500 personas. Sin embargo, en 2012 comprobaron que podía interferir con el calendario de pruebas y fue necesario cambiarlo a un recinto provisional, con forma pentagonal, que puede acoger hasta 35.000 espectadores.
La mayoría de deportes de nieve se concentran en la estación de Alpensia y en la cercana estación de Yonpiong. Las únicas excepciones son el esquí acrobático y algunas pruebas de snowboard, que tendrán lugar en la estación de Bokwang, y tres eventos de esquí alpino, en la más lejana estación de Jeonseon.
El parque olímpico de Gangneung está formado por cuatro pabellones, tres de ellos construidos con motivo de los Juegos Olímpicos. Las pruebas de hockey sobre hielo femenino se disputan en la pista de hielo de la Universidad Católica de Kwandong.

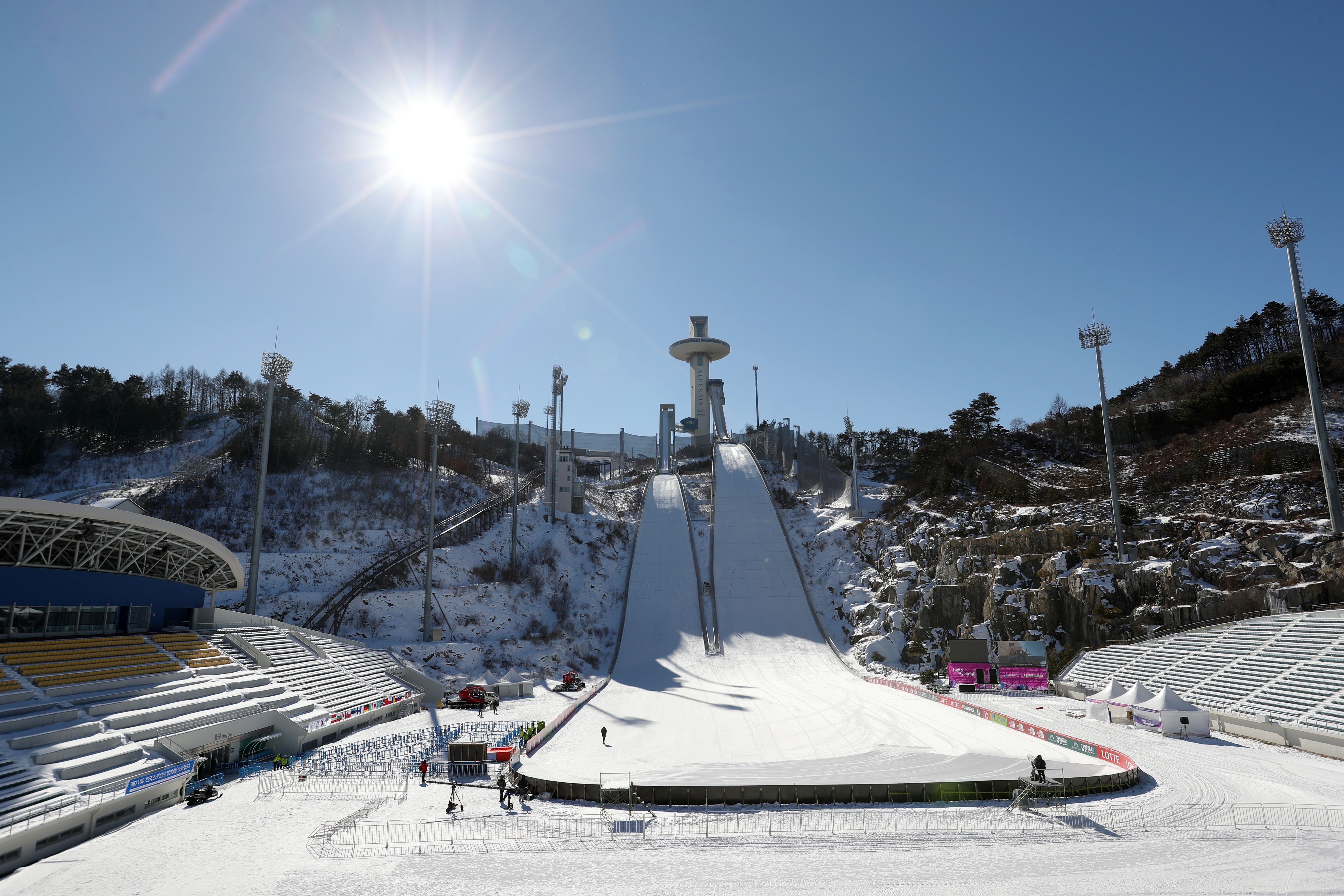
Interior del estadio de Alpensia, sede de los saltos de esquí.

#### Sedes de montaña (Alpensia)
- Estadio Olímpico de Pieonchang – ceremonias de apertura y clausura.
- Estadio de Alpensia – saltos de esquí, combinada nórdica, snowboard (saltos gigantes).
- Centro de Biatlón – biatlón.
- Centro de Esquí de Fondo – esquí de fondo, combinada nórdica.
- Pistas deslizantes de Alpensia – luge, bobsleigh y skeleton.

#### Otras sedes de montaña
- Estación de esquí de Yonpiong – esquí alpino (eslalon, eslalon gigante).
- Estación de esquí de Bokwang – esquí acrobático y snowboard.
- Estación de esquí de Jeongseon – esquí alpino (descenso, súper gigante y combinado).

#### Sedes en Gangneung

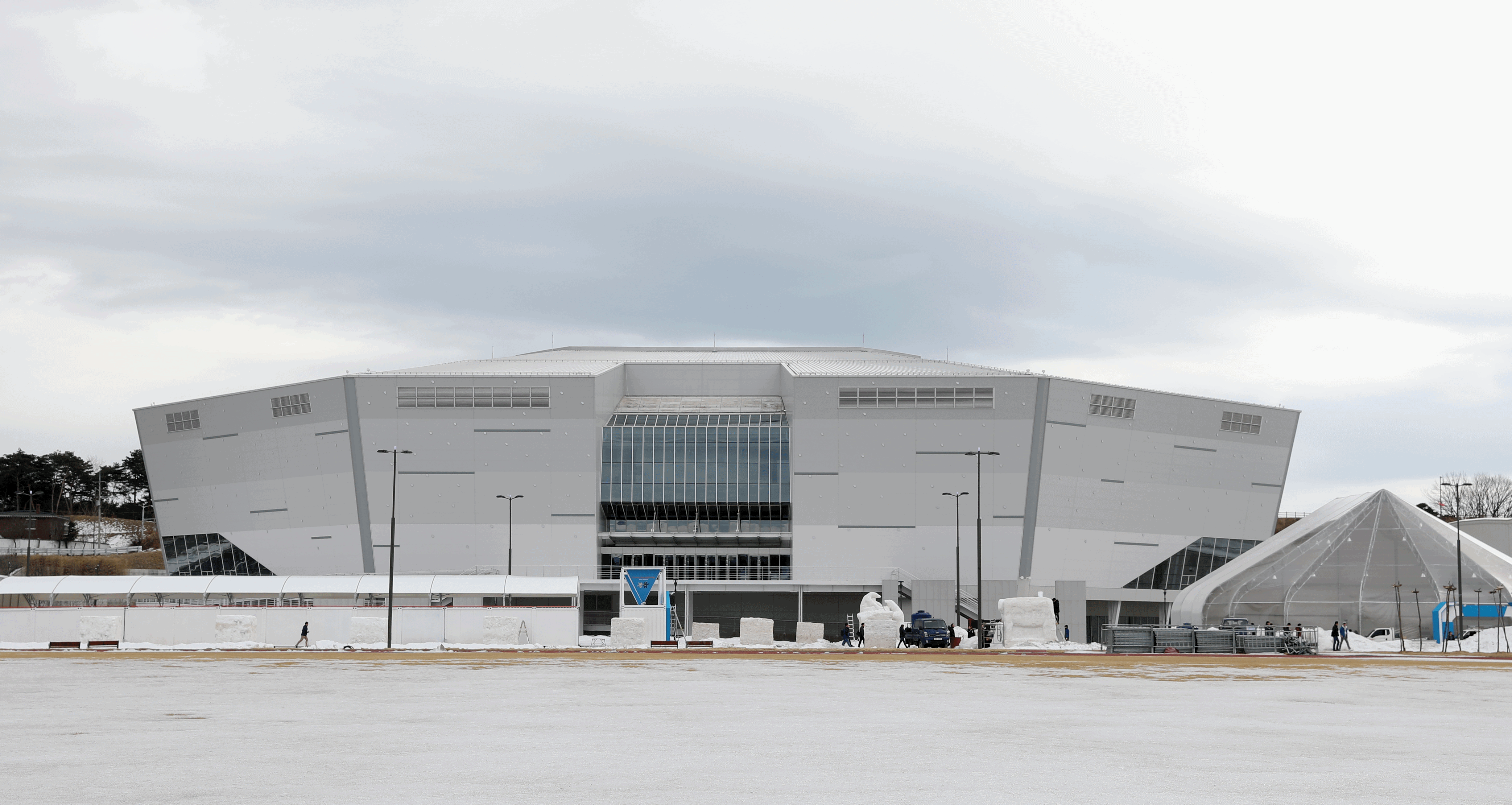
Exterior del Pabellón de Hockey de Gangneung, inaugurado en 2016.

- Pabellón de Hockey sobre Hielo – hockey sobre hielo (masculino).
- Pabellón de Curling – curling.
- Óvalo Olímpico – patinaje de velocidad.
- Pabellón de Hielo de Gangneung – patinaje artístico y patinaje de velocidad sobre pista corta
- Pabellón de Hielo de Kwandong – hockey sobre hielo (femenino).

### Villa Olímpica
Los Juegos de Invierno de 2018 cuentan con dos Villas Olímpicas: una en las proximidades del pabellón de Yonpiong, que puede albergar hasta 3.900 personas, y otra en Gangneung, con capacidad para 2900 personas. La primera instalación ha sido financiada con capital privado y es utilizada tanto en los Juegos Olímpicos como en los Paralímpicos, mientras que la segunda se ha construido con ayuda de una agencia estatal y solo funciona en los Juegos Olímpicos. En ambos casos, los pisos saldrán al mercado inmobiliario una vez las competiciones hayan finalizado. Su inauguración oficial ha tenido lugar el 15 de diciembre de 2017.

## Deportes
Los Juegos Olímpicos de Pieonchang 2018 cuentan con 102 eventos en 15 disciplinas deportivas. Se han incluido cuatro nuevas pruebas respecto a Sochi 2014, todas ellas en deportes que ya eran olímpicos: gran salto en snowboard, dobles mixtos en curling, patinaje de velocidad con salida simultánea, y esquí alpino con equipos mixtos.
Por primera vez desde los Juegos Olímpicos de 1998, la National Hockey League —la liga profesional más importante de hockey sobre hielo— no ha permitido que los equipos cedan jugadores a las selecciones para disputar el torneo masculino de hockey. La decisión se debe a que el COI ha rechazado costear parte del seguro de los jugadores de la liga norteamericana, tal y como venía haciendo en anteriores citas, por lo que la NHL no ha modificado su calendario y coincidirá con el torneo olímpico. Las selecciones han tenido que convocar jugadores de otros campeonatos como la Liga Continental de Hockey, la American Hockey League, las ligas europeas y los torneos universitarios.

## Desarrollo

### Ceremonia de apertura
La ceremonia de apertura se llevó a cabo el 9 de febrero de 2018 en el Estadio Olímpico de Pieonchang. La instalación de 109 millones de dólares se usará únicamente para las ceremonias y se plantea su demolición tras los eventos olímpicos. En el desfile de naciones, las delegaciones de Corea del Norte y Corea del Sur marcharon juntas bajo la bandera de la unificación coreana. También estuvo presente Kim Yo-jong, hermana del líder norcoreano, Kim Jong-un. La expatinadora artística Kim Yu Na fue la encargada de encender el pebetero olímpico y el presidente Moon Jae-in de inaugurar los juegos.

### Calendario
| A | Apertura |  | Clasificatorias | # | Eventos finales | GE | Gala de exhibición | C | Clausura |

## Países participantes
| Lista de naciones participantes |
| --- |
| - Albania (ALB) - Alemania (GER) - Andorra (AND) - Argentina (ARG) - Armenia (ARM) - Atletas Olímpicos de Rusia (OAR) - Australia (AUS) - Austria (AUT) - Azerbaiyán (AZE) - Bélgica (BEL) - Bermudas (BER) - Bielorrusia (BLR) - Bolivia (BOL) - Bosnia y Herzegovina (BIH) - Brasil (BRA) - Bulgaria (BUL) - Canadá (CAN) - Chile (CHI) - República Popular China (CHN) - Chipre (CYP) - China Taipéi (TPE) - Colombia (COL) - Corea (COR) - Corea del Sur (KOR) - Corea del Norte (PRK) - Croacia (CRO) - Dinamarca (DEN) - Ecuador (ECU) - Eritrea (ERI) - Eslovaquia (SVK) - Eslovenia (SLO) - España (ESP) - Estados Unidos (USA) - Estonia (EST) - Filipinas (PHI) - Finlandia (FIN) - Francia (FRA) - Georgia (GEO) - Ghana (GHA) - Grecia (GRE) - Hong Kong (HKG) - Hungría (HUN) - India (IND) - Irán (IRI) - Irlanda (IRL) - Islandia (ISL) - Israel (ISR) - Italia (ITA) - Jamaica (JAM) - Japón (JPN) - Kazajistán (KAZ) - Kenia (KEN) - Kirguistán (KGZ) - Kosovo (KOS) - Letonia (LAT) - Líbano (LIB) - Liechtenstein (LIE) - Lituania (LTU) - Luxemburgo (LUX) - Macedonia del Norte (MKD) - Madagascar (MAD) - Malasia (MAS) - Malta (MLT) - Marruecos (MAR) - México (MEX) - Moldavia (MDA) - Mónaco (MON) - Mongolia (MGL) - Montenegro (MNE) - Nigeria (NGR) - Noruega (NOR) - Nueva Zelanda (NZL) - Países Bajos (NED) - Pakistán (PAK) - Polonia (POL) - Portugal (POR) - Puerto Rico (PUR) - Reino Unido (GBR) - República Checa (CZE) - Rumania (ROU) - San Marino (SMR) - Serbia (SRB) - Singapur (SIN) - Sudáfrica (RSA) - Suecia (SWE) - Suiza (SUI) - Tailandia (THA) - Timor Oriental (TLS) - Togo (TOG) - Tonga (TGA) - Turquía (TUR) - Ucrania (UKR) - Uzbekistán (UZB) |

### Número de personas
| Códigos del COI | Países                           | Deportistas |
| --------------- | -------------------------------- | ----------- |
| USA             | Estados Unidos (USA)             | 242         |
| CAN             | Canadá (CAN)                     | 225         |
| SUI             | Suiza (SUI)                      | 169         |
| OAR             | Atletas Olímpicos de Rusia (OAR) | 168         |
| GER             | Alemania (GER)                   | 156         |
| JPN             | Japón (JPN)                      | 124         |
| KOR             | Corea del Sur (KOR)              | 122         |
| ITA             | Italia (ITA)                     | 122         |
| SWE             | Suecia (SWE)                     | 116         |
| NOR             | Noruega (NOR)                    | 109         |
| FRA             | Francia (FRA)                    | 107         |
| FIN             | Finlandia (FIN)                  | 106         |
| AUT             | Austria (AUT)                    | 105         |
| CZE             | República Checa (CZE)            | 95          |
| CHN             | República Popular China (CHN)    | 80          |
| SLO             | Eslovenia (SLO)                  | 71          |
| POL             | Polonia (POL)                    | 62          |
| GBR             | Reino Unido (GBR)                | 58          |
| SVK             | Eslovaquia (SVK)                 | 56          |
| AUS             | Australia (AUS)                  | 50          |
| KAZ             | Kazajistán (KAZ)                 | 46          |
| COR             | Corea (COR)                      | 35          |
| LAT             | Letonia (LAT)                    | 34          |
| NED             | Países Bajos (NED)               | 33          |
| BLR             | Bielorrusia (BLR)                | 33          |
| UKR             | Ucrania (UKR)                    | 33          |
| ROU             | Rumania (ROU)                    | 27          |
| EST             | Estonia (EST)                    | 22          |
| BEL             | Bélgica (BEL)                    | 22          |
| BUL             | Bulgaria (BUL)                   | 21          |
| NZL             | Nueva Zelanda (NZL)              | 20          |
| CRO             | Croacia (CRO)                    | 19          |
| HUN             | Hungría (HUN)                    | 19          |
| DEN             | Dinamarca (DEN)                  | 17          |
| ESP             | España (ESP)                     | 13          |
| ISR             | Israel (ISR)                     | 10          |
| PRK             | Corea del Norte (PRK)            | 10          |
| BRA             | Brasil (BRA)                     | 9           |
| LTU             | Lituania (LTU)                   | 9           |
| TUR             | Turquía (TUR)                    | 8           |
| CHI             | Chile (CHI)                      | 7           |
| ARG             | Argentina (ARG)                  | 7           |
| AND             | Andorra (AND)                    | 5           |
| ISL             | Islandia (ISL)                   | 5           |
| IRL             | Irlanda (IRL)                    | 5           |
| BIH             | Bosnia y Herzegovina (BIH)       | 4           |
| COL             | Colombia (COL)                   | 4           |
| GEO             | Georgia (GEO)                    | 4           |
| GRE             | Grecia (GRE)                     | 4           |
| IRI             | Irán (IRI)                       | 4           |
| MEX             | México (MEX)                     | 4           |
| MON             | Mónaco (MON)                     | 4           |
| SRB             | Serbia (SRB)                     | 4           |
| TPE             | China Taipéi (TPE)               | 4           |
| THA             | Tailandia (THA)                  | 4           |
| ARM             | Armenia (ARM)                    | 3           |
| JAM             | Jamaica (JAM)                    | 3           |
| LBN             | Líbano (LBN)                     | 3           |
| LIE             | Liechtenstein (LIE)              | 3           |
| MKD             | Macedonia del Norte (MKD)        | 3           |
| MNE             | Montenegro (MNE)                 | 3           |
| NGR             | Nigeria (NGR)                    | 3           |
| ALB             | Albania (ALB)                    | 2           |
| BOL             | Bolivia (BOL)                    | 2           |
| IND             | India (IND)                      | 2           |
| KGZ             | Kirguistán (KGZ)                 | 2           |
| MAS             | Malasia (MAS)                    | 2           |
| MDA             | Moldavia (MDA)                   | 2           |
| MGL             | Mongolia (MGL)                   | 2           |
| MAR             | Marruecos (MAR)                  | 2           |
| PAK             | Pakistán (PAK)                   | 2           |
| PHI             | Filipinas (PHI)                  | 2           |
| POR             | Portugal (POR)                   | 2           |
| UZB             | Uzbekistán (UZB)                 | 2           |
| AZE             | Azerbaiyán (AZE)                 | 1           |
| BER             | Bermudas (BER)                   | 1           |
| CYP             | Chipre (CYP)                     | 1           |
| ECU             | Ecuador (ECU)                    | 1           |
| ERI             | Eritrea (ERI)                    | 1           |
| GHA             | Ghana (GHA)                      | 1           |
| HKG             | Hong Kong (HKG)                  | 1           |
| KEN             | Kenia (KEN)                      | 1           |
| KOS             | Kosovo (KOS)                     | 1           |
| LUX             | Luxemburgo (LUX)                 | 1           |
| MAD             | Madagascar (MAD)                 | 1           |
| MLT             | Malta (MLT)                      | 1           |
| PUR             | Puerto Rico (PUR)                | 1           |
| SMR             | San Marino (SMR)                 | 1           |
| SGP             | Singapur (SGP)                   | 1           |
| RSA             | Sudáfrica (RSA)                  | 1           |
| TLS             | Timor Oriental (TLS)             | 1           |
| TGA             | Tonga (TGA)                      | 1           |
| TOG             | Togo (TOG)                       | 1           |

## Medallero
País organizador 
| Núm.  | País                  | Oro | Plata | Bronce | Total |
| ----- | --------------------- | --- | ----- | ------ | ----- |
| 1     | Noruega (NOR)         | 14  | 14    | 11     | 39    |
| 2     | Alemania (GER)        | 14  | 10    | 7      | 31    |
| 3     | Canadá (CAN)          | 11  | 8     | 10     | 29    |
| 4     | Estados Unidos (USA)  | 9   | 8     | 6      | 23    |
| 5     | Países Bajos (NED)    | 8   | 6     | 6      | 20    |
| 6     | Suecia (SWE)          | 7   | 6     | 1      | 14    |
| 7     | Corea del Sur (KOR)   | 5   | 8     | 4      | 17    |
| 8     | Suiza (SUI)           | 5   | 6     | 4      | 15    |
| 9     | Francia (FRA)         | 5   | 4     | 6      | 15    |
| 10    | Austria (AUT)         | 5   | 3     | 6      | 14    |
| 11    | Japón (JPN)           | 4   | 5     | 4      | 13    |
| 12    | Italia (ITA)          | 3   | 2     | 5      | 10    |
| 13    | Rusia (RUS)           | 2   | 6     | 9      | 17    |
| 14    | República Checa (CZE) | 2   | 2     | 3      | 7     |
| 15    | Bielorrusia (BLR)     | 2   | 1     | 0      | 3     |
| 16    | China (CHN)           | 1   | 6     | 2      | 9     |
| 17    | Eslovaquia (SVK)      | 1   | 2     | 0      | 3     |
| 18    | Finlandia (FIN)       | 1   | 1     | 4      | 6     |
| 19    | Reino Unido (GBR)     | 1   | 0     | 4      | 5     |
| 20    | Polonia (POL)         | 1   | 0     | 1      | 2     |
| 21    | Hungría (HUN)         | 1   | 0     | 0      | 1     |
| 21    | Ucrania (UKR)         | 1   | 0     | 0      | 1     |
| 23    | Australia (AUS)       | 0   | 2     | 1      | 3     |
| 24    | Eslovenia (SLO)       | 0   | 1     | 1      | 2     |
| 25    | Bélgica (BEL)         | 0   | 1     | 0      | 1     |
| 26    | España (ESP)          | 0   | 0     | 2      | 2     |
| 26    | Nueva Zelanda (NZL)   | 0   | 0     | 2      | 2     |
| 28    | Kazajistán (KAZ)      | 0   | 0     | 1      | 1     |
| 28    | Letonia (LAT)         | 0   | 0     | 1      | 1     |
| 28    | Liechtenstein (LIE)   | 0   | 0     | 1      | 1     |
| Total | Total                 | 103 | 102   | 102    | 307   |

## Clausura
La ceremonia de clausura fue cantada por EXO , Martin Garrix y CL, dicha ceremonia se llevó a cabo en el Estadio Olímpico de Pieonchang el 25 de febrero a las 8 p. m. KST.